# Der unheimliche Zotti
Der unheimliche Zotti (Originaltitel: The Shaggy Dog) ist ein US-amerikanischer Fantasyfilm aus dem Jahr 1959 von Regisseur Charles Barton nach der Romanvorlage von Felix Salten und produziert von Walt Disney.

## Handlung
Der 14-jährige Wilby findet vor einem Museum zufällig einen antiken Ring. Als er die lateinische Inschrift auf dem Ring laut ausspricht, verwandelt er sich plötzlich in einen Hund. Panisch rast er zum Museum, um mit dem allwissenden Professor Plumcutt nach einem Ausweg zu suchen. Vergeblich – gefangen im Hundekörper, macht Wilby allerhand mit: Er wird gejagt, gehetzt und gehasst.

## Hintergrund und Trivia
Die Handlung des Filmes basiert lose auf dem Buch Der Hund von Florenz, die hauptsächlichen Änderungen sind Handlungszeitpunkt und -ort. Disney hatte kein Interesse an einem Film über österreichische Erzherzöge, Kurtisanen und Diener im 18. Jahrhundert und ersetzte sie durch US-amerikanische Familien in den 1950ern. Ursprünglich sollte der Streifen als Pilotfilm für eine Fernsehserie fungieren, diese wurde jedoch nie produziert. 
In den späten 1950er Jahren war die Idee von einem erwachsenen Mann, der sich in ein Ungeheuer verwandelt, nichts Neues – allerdings die Idee, dass dieser Ablauf einem Teenager widerfährt, war neu. Der 1957 erschienene Horrorfilm Der Tod hat schwarze Krallen brach dahingehend ein Tabu. Der unheimliche Zotti verweist auf seinen erfolgreichen „Vorgänger“ mit Fred MacMurrays Dialog: „Sei nicht albern — Mein Sohn ist kein Werwolf! Er ist nur ein großer, schlaffer, dumm aussehender, zotteliger Hund!“.
Der Regisseur Charles Barton führte unter anderem auch Regie bei dem Film Spin and Marty for The Mickey Mouse Club. Drehbuchautorin Lillie Hayward arbeitete ebenfalls an den Spin-and-Marty-Serien, welche viele derselben jungen Schauspieler von Der unheimliche Zotti beinhalten.
Disneys Synchronsprecher Paul Frees hatte einen Cameo in dem Film – der nicht im Abspann aufgelistet wurde – als Dr. J. W. Galvin, ein Psychiater, der Wilbys Vater untersucht.
In Deutschland kam der Film am 20. Oktober 1959 in die Kinos, in Österreich drei Tage später.

## Rezeption
Der Film erhielt auf der Webseite Rotten Tomatoes von 67 % der Kritiker und von 48 % der Zuschauer eine positive Bewertung. Die Kritiker vergaben durchschnittlich 5,8/10 Punkte.

„Disneys erste Slapstick-Komödie wirkt mit ihrem 50er-Jahre-Witz angestaubt.“

„Ein modernes Märchen, gefällig aufbereitet als abenteuerlich-heiterer Zeitvertreib.“